# Гидиселли, Фернандо
Фернандо Рубенс Паси Гидиселли (порт.-браз. Fernando Rubens Pasi Guidicelli; 1 марта 1906, в некоторых источниках 1903 Рио-де-Жанейро — 28 декабря 1968, Рио-де-Жанейро) — бразильский футболист, полузащитник. Участник первого чемпионата мира.

## Биография
Фернандо Гидиселли родился в Рио-де-Жанейро 1 марта 1906 года, в семье выходцев из Италии. Как и многие итальянцы, его отец страстно любил футбол, эту любовь он передал и сыну.
Фернандо начал играть за команду «Америка» из его родного города, в 1924 году он дебютировал во взрослой команде «Америки», и выступал за неё 3 года. В 1928 году он перешёл в клуб «Флуминенсе», за который он провёл 94 матча (51 победа, 16 ничьих и 27 поражений) и забил 5 голов. Он дебютировал в сборной, и его даже взяли в качестве основного игрока на первый чемпионат мира. Там Бразилия выступила не слишком удачно: проиграв первый матч югославам 1:2, бразильцы в следующей игре «разгромили» Боливию 4:0; Фернандо поучаствовал в обоих этих матчах.
После чемпионата мира полузащитника пригласил клуб с его исторической Родины — «Торино», чемпион (1928) и вице-чемпион (1929) Италии. Фернандо дал согласие, и 20 октября 1931 года дебютировал в составе туринцев. За них бразилец провёл два сезона и в 1933 году отправился сначала в Швейцарию, а затем во Францию, играть за «Бордо». Потом полузащитник недолго играл за лиссабонский «Спортинг», за который провёл лишь 3 товарищеские игры, против «Бенфики», «Порту» и «Витории» и мадридский «Реал». Он стал первым бразильцем в истории «Королевского клуба». За испанскую команду игрок провёл лишь одну игру — 15 декабря 1935 года с «Расингом» (2:4). Завершил карьеру Гидиселли в клубе «Антиб». После окончания карьеры Фернандо Гидиселли вернулся домой в Рио, где спокойно доживал свои дни. Умер он в 1968 году в возрасте 62-х лет.

## Достижения
- Обладатель Кубка Испании: 1936